# Запорощенко, Екатерина Григорьевна
Екатерина Григорьевна Запорощенко (1930, с. Темрюк, Мариупольского округа, Украинская ССР, СССР — 2001) — советский передовик производства в сельском хозяйстве Герой Социалистического Труда (1958).

## Биография
Родилась 8 декабря 1930 года в селе Темрюк Мариупольского округа Украинской ССР.
С 1945 года после окончания шести классов Розовской средней школы в посёлке Розовка Запорожской области, работала почтальоном и звеньевой Запорожской области Украинской ССР.
С 1956 года Е. Г. Запорощенко работала дояркой в колхозе имени Кирова Розовского района и в 1957 году достигла высоких результатов по надоям молока.
26 февраля 1958 года Указом Президиума Верховного Совета СССР «за особые заслуги в развитии сельского хозяйства и достижение высоких показателей по производству зерна, сахарной свёклы, мяса, молока и других продуктов сельского хозяйства и внедрение в производство достижений науки и передового опыта» Екатерина Григорьевна Запорощенко была удостоена звания Героя Социалистического Труда с вручением Ордена Ленина и золотой медали «Серп и Молот».
С 1965 по 1985 годах работала — птичницей в объединённом колхозе «Авангард», на Куйбышевском межхозяйственном птицеводческом предприятии. Неоднократно становилась победителем социалистических соревнований. Была участником ВДНХ СССР, стабильно занимая призовые места.
8 апреля 1971 года и 6 сентября 1973 года Указом Президиума Верховного Совета СССР «за выдающиеся успехи и отличие в труде» Екатерина Григорьевна Запорощенко была награждена Орденом Октябрьской революции и вторым  Орденом Ленина.
После выхода на пенсию жила в селе Зоряное Розовского района Запорожской области Украина. Умерла 16 октября 2001 года.

## Награды
- Медаль «Серп и Молот» (26.02.1958)
- Орден Ленина (26.02.1958, 6.09.1973)
- Орден Октябрьской революции (8.04.1971)
- Медали ВДНХ